# Guarea carinata
Guarea carinata är en tvåhjärtbladig växtart som beskrevs av Adolpho Ducke. Guarea carinata ingår i släktet Guarea och familjen Meliaceae. Inga underarter finns listade i Catalogue of Life.